# Мала Прага
Мала Прага — місцевість Ужгорода, забудована в 1920-х роках.
Після входження Підкарпатської Русі до складу Чехословаччини, потрібно було поселити в Ужгороді новоприбулих держслужбовців із сім'ями. Фінансової можливості розпочати нове будівництво не було; одним із альтернативних рішень стала поява «вагонової» колонії: у північно-східній частині міста розташували 20 списаних залізничних вагонів, у яких отримала житло 31 сім'я.
У 1920 році питанням нестачі житла займалась спеціальна урядова комісія. Враховуючи те, що частина співробітників державних органів жили в неексплуатованих приміщеннях лікарні, комісія ухвалила рішення збудувати новий район. Було викуплено землю в дирекції держлісгоспу. Так виникла нова житлова дільниця державних садибних будинків «На Кадубці» (в даний час має назву «Мала Прага»), яка знаходиться в північно-східній частині міста за військовими казармами.
Це був перший чехословацький мікрорайон в Ужгороді.
У 1921 році було збудовано 24 окремих дерев'яних будинки на одну родину, які були значно дешевшими та швидшими в побудові, ніж цегляні, оскільки дерево було місцевим матеріалом, а цегельний завод не міг забезпечити будівництво. Пізніше були побудовані два 2-квартирні та чотири 4-квартирні будинки зі зрубу.
Між 1922 і 1923 роками стало можливим будівництво цегляних будинків, тому було збудовано п'ять 2-квартирних і один однородинний будинок. Таким чином, в Ужгороді з'явилось 53 нові квартири. Враховуючи те, що дана дільниця забудована характерними для свого часу дерев'яними та кам'яними садибами, вона є невід'ємною цінною архітектурною спадщиною міста, яка гармонійно доповнює його архітектурний ансамбль.